# 우덕순
우덕순(禹德淳)(1880년 ~ 1950년 9월 26일)은 충북 제천 출신으로 일제강점기 시절의 독립운동가이며 대한민국의 정치인이다. 안중근의 의거 동지로 알려졌다. 안중근을 따라 의병 활동을 하다 1909년 10월 이토 히로부미 사살을 계획, 안중근의 거사 성공으로 체포되어 옥고를 치렀다. 해방 후에는 한국인 동포들의 귀국을 돕다가 귀국, 대한국민당 창당에 참여하였고 1950년 한국 전쟁 중에 조선인민군에 의해 살해되었다. 호는 단운(檀雲). 1920년대 이후 일제의 밀정으로 활동했다고 2019년 8월 KBS가 방송한 '밀정'에서 주장했다. 우덕순은 1920~30년대 하얼빈과 치치하얼 등 만주 지역에서 친일단체 조선인민회 회장으로 활동했다. 1962년 건국훈장 독립장을 받았지만 독립운동가를 감시하고 일본 외무대신에 돈을 지원받았다는 밀정이라는 KBS 기자의 주장이 있으나 안중근의사기념사업회 측 전문가의 주장과 상반된다.

## 생애

### 생애 초기
초기에 독립협회 등 애국계몽단체의 일원으로 활약하기도 하였다. 1905년 을사조약이 강제로 체결되자 국내에서는 활동할 여건이 되지 않을 것으로 판단하여 국권회복을 위하여 출국을 결심하였다.
1905년 겨울 러시아로 건너가 동지들의 재정 지원을 받아 학교를 설립하며 청년교육에 힘쓰기도 하였다. 전 북간도관리사(北間島管理使)를 지낸 이범윤(李範允) 등 독립운동 지도자들과도 연락을 취하여 의병을 조직, 항일전을 준비하였다.

### 안중근 의거
1908년 우덕순은 여름 의병대 참모총장 안중근과 함께 두만강을 건너 함경도 경흥과 회령 지방 등지의 일본 군영을 습격하여 왜병을 사살하고 무기를 노획하는 등의 전과를 올리기도 하였다. 그 뒤 1909년 봄 다시 러시아로 건너가 노령 연추(煙秋)에서 안중근·김기열(金基烈) 등과 함께 단지동맹(斷指同盟)을 결성하여 함께 결사보국을 맹세하였다.
이때 우덕순은 이름을 연준(連俊)으로 고치고 담배 행상 등을 하며 자금을 모았고, 노령 각지를 돌아다니며 동지들 간의 연락을 취하였다. 1909년 10월 블라디보스토크에서 안중근을 만나 이토 히로부미 처단계획을 듣고 함께 거사할 것을 약속하였다. 그리고 도중에서 유동하·조도선도 그들과 동행하여 만주 하얼빈으로 가서 이토 히로부미가 오기를 기다렸다.
이토 히로부미의 처단을 확실히 하기 위하여 그는 안중근, 유동하, 조도선 등과 같이 하얼빈 일대를 각자 영역을 정해서 자신의 담당구역에 나타나는 이토 히로부미를 암살하기 위해 대기하고 있었다. 안중근의 담당구역은 하얼빈역, 우덕순의 담당구역은 채가구역(蔡家溝)이었으므로 각자 자신들의 구역에서 거사를 준비하였다. 10월 26일 아침 이토 히로부미의 일행을 태운 열차가 채가구역을 지나 하얼빈역에 정차하였다. 이토 히로부미는 안중근의 손에 의해 처단되었다.
이토 히로부미가 처단된 후 그도 동지들과 함께 러시아 경찰의 검문에 의해 검거되어 안중근과 함께 공범자로 지목되어 러시아 헌병대로 끌려갔다. 이어 일본군에 인도되었으며 만주 뤼순에서 함께 재판을 받았다. 1910년 2월 징역 3년형을 선고받고 옥고를 치렀다.

### 교육계몽, 종교사업
그 뒤 함흥 감옥 탈옥사건이 탄로나 형이 2년 추가되어 1915년에 석방되었다.
출옥 후 다시 하얼빈·치치하얼·만저우리(滿洲里) 등지에서 교육·종교사업에 종사하였다. 전로한족중앙회, 의열단 계열 판의단 등에서 김병현, 김광추, 박희광, 김명봉(金鳴鳳) 등과 활동하면서 독립운동에 힘을 기울였으며, 해방 후에는 흑룡강성(黑龍江省)의 한인민단(韓人民團) 위원장으로 아들 대영(大榮)과 함께 동포 피난민의 본국 귀국 수송을 돕는 일에 진력하였다.

### 말년
귀국후 1948년에는 대한국민당 최고위원으로 정치활동을 하고, 안중근의 추모사업을 추진하기도 했다.
1950년 한국 전쟁이 발생하자 피난하지 못하고 서울에 남아 있다가 9월 26일 전쟁 중 조선인민군에 의해 붙잡혀 처형되었다. 이때 그의 나이가 향년 71세였다. 후에 서울특별시 동작구 동작동 국립묘지 애국지사묘역에 안장되었다. 1962년 건국훈장 독립장을 추서하였다.

## 일제 밀정 방송사건

### 2019년 KBS의 밀정 주장
2019년 3.1운동·임시정부 수립 100주년을 맞아 KBS 탐사보도부가 '독립운동의 보이지 않는 적'이었던 밀정을 추적했다. 8개월 동안의 추적이었다. 일본 외무성과 방위성 기밀문서, 헌정자료실에 보관된 각종 서신, 중국 당국이 생산한 공문서 등 5만 장의 문서를 입수해 분석했다.
취재진은 김좌진 장군의 참모 이정을 포함해 지금까지 모두 895명의 실명을 확인했다. 밀정 혐의자들이다. 8월 13일과 20일 방송되는 <밀정 2부작>(밤 10시, KBS1TV)에서 나눠 공개했다. 여기에 안중근의 거사 동지 우덕순이 밀정이라 주장했다.
1920년대 들어 우덕순은 이상 행적을 보인다. 취재진이 입수한 일본 기밀문서 등을 보면 우덕순은 1920~30년대 하얼빈과 치치하얼 등 만주 지역에서 '조선인민회' 주요 간부로 활동했음을 확인할 수 있다.
조선인민회는 일제가 당시 한국인 사회를 통제하기 위해 만든 대표적 친일단체다. 정보 수집이 주요 역할이었다. 일반 한국인뿐 아니라 독립운동가를 면밀히 감시하고 정보를 끌어모았다. 취재진은 우덕순이 일제 정보기관인 '특무기관'과 밀접한 관계를 맺었음을 보여주는 증거 자료 등을 입수했다.
중국 지역 한국독립운동 전문가인 김주용 원광대 교수는 "조선인민회가 활용하는 밀정들이 독립운동가들을 감시하는 역할을 했고 이들 정보가 조선인민회장을 했던 우덕순에게 집중됐다"고 주장했다. 우덕순이 밀정을 지휘하고 관리하는 역할을 맡았다는 주장이다. 우덕순은 독립유공자로 1962년 건국훈장 독립장을 받았다.
KBS 탐사보도부는 우덕순의 이상 행적과 서훈 심사 과정, 공적 자료 문제점을 국가보훈처에 질의했다. 보훈처는 "100주년을 맞아 독립유공자 전반을 조사 중"이라는 원론적 답변만 내놨다. 그러나 우덕순 논문을 게재한 안중근의사기념사업회 측에는 문의를 하지 않았다.

### 1930~1940년대 행적
조선총독부 경무국은 1934년에 『외국의 용의 조선인명부』를 만들었는데 그 중에 분명히 이런 내용이 있다.
농후한 배일사상을 갖고 있다

우덕순에 대해 조선총독부 경무국이 1934년에 『외국의 용의 조선인명부』에 기록한 내용, 신운용, 「우덕순의 민족운동과 해방공간 활동」, 한국민족운동사연구 81, 2014, 159쪽에 재인용

KBS 방송에선 20년대 문서를 근거로 우덕순을 밀정으로 추정하였는데 정작 조선총독부 경무국의 1934년 문헌에선 "농후한 배일사상을 갖고"있는 인물이라 하며 외국의 용의 조선인명부에 적고 있다.
그리고 해당 변절 의혹은 이미 전에 제기된 내용이다. 우덕순이 일본총영사관에서 1925년 4월 30일 6,175엔을 받았다는 기록은 이미 한참 전에 발굴됐고 신운용 박사가 이미 2010년에도 친일가능성을 제기하였다. 그러나 신운용 박사는 일제문헌을 연구하는 도중 그런 의견을 철회하였다.
그리고 당시 언론내용을 보면 우덕순은 일제가 패망하기 전까지 치치하얼 감옥에 갇혀있다고 나온다. 또한 만주에서 귀국한 한인들로 구성된 동삼성한인협력회의 회장을 맡았고 이에 대해 당시 독립운동가들에게 규탄당한 문헌을 확인할 수 없다.
이런 사실에 근거해서 신운용 박사는 "이는 그가 친일로 경도되었다고 볼 수 없는 증거"라고 논문에서 결론을 내렸다.
물론 위의 언론보도가 거짓이란 가설은 가능하지만 증거는 없다. 그러니 이에 대해 일제문서를 확인할 필요가 없는데 정작 KBS 방송에서 이에 대한 자료를 보여주지 않고 있다. 일제내부는 우덕순을 1934년에 농후한 배일사상을 갖고 있다고 기록하며 주의해야할 명단에 기록하고 있다. 그러니 좀 더 이후에 대한 자료를 봐야 밀정인지 아닌지 확인이 가능할텐데 이에 대해 관련 방송이나 논문을 확인할 수 없다.
위에서 근거한 논문들은 신운용 박사의 논문인데 신운용 박사는 한국외국어대학교 대학원에서 『안중근의 민족운동 연구』로 박사학위를 받았고 안중근의사기념사업회 안중근연구소 책임연구원 으로 안중근 의사 관련 대표적인 전문가이다.

### 조선인민회장자체가 친일반민족행위인가 여부
대한민국 친일반민족행위진상규명 보고서를 보면 알겠지만 조선인민회 회장 경력은 친일반민족행위 기준미달이다'
국회도서관 링크이다. 여기서 친일반민족행위진상규명 보고서. 1-2 와 친일반민족행위진상규명 보고서. 3,1-3,4,를 검색을 할 수 있다. 다운로드 무료다.
보고서 3-4 482-486 쪽 부록에 등록된 조선인민회 회장은 141 명 이상인데 이중 보고서 238-247쪽 기준으로 (다른 경력이 아닌 조선인민회 회장 경력으로, 그 외 조선인민회장 출신들은 다른 경력으로 선정된 것이다. 이 인간들은 김동만, 김희영, 손정룡, 이갑녕, 임한룡으로 이거 추가해도 5명 추가다.) 친일반민족행위자 기준을 만족한자는 겨우 6명(이희덕, 김명여, 김여백, 장우근, 원용국, 박승병)이다. 회장의 단체의 대표 책임자인데 부록에 나온 141명 이상의 명단 중 겨우 6명이라는 극소수만이 기준을 통과하는 수준이다. 그리고 친일반민족행위진상규명 보고서에서는 조선인민회장은 전혀 밀정으로 분류되지도 않는다. 분류가 아예 다르다.

### KBS기자의 주장
KBS 탐사보도부 기자는 신운용 박사 논문을 보도한 오마이뉴스 기자의 기사를 기자의 주장이라 왜곡했으며 또한 친일반민족행위 실제 내용과 다르게 인터뷰하였다. KBS 기자는 신운용 박사의 논문을 인용한 오마이뉴스 내용을 오마이뉴스 기자의 주장이라 왜곡했다.

또한 실제 친일반민족행위 보고서와 다르거나 허수아비 공격을 하고 있다.
"우덕순이 조선인민회 하얼빈 지회 지회장을 했거든요. 조선인민회는 2009년 우리 정부가 발간한 친일 반민족 행위 진상 보고서를 보면 정보 수집 기능이 본질인 노골적인 친일 단체로 규정하고 있다. 우덕순은 노골적인 정보수집 단체 지회장을 했는데 그게 이중 밀정일 가능성은 제로고요. 이건 저희 판단이 아니라 전문가들 판단이고 또 특무 기관과 교류 부분도 뒷받침하는 근거고요. 시민기자가 쓰신 걸 보면 해방 이후 우덕순 선생이 나름 독립운동가로서 추앙받았다는데 오히려 제가 취재한 바에 따르면 해방 이후 안중근기념사업회장 하시려다가 손가락질 받고 물러나세요. 그러나 저희가 방송에서 분량이 너무 많아 못 담았거든요. 그걸 정반대로 해석하면 안 되는 거죠. 이 내용과 관련해 전문가 중 취재진에게 문제제기하는 사람도 한 명도 없고요.”
그러나 친일 반민족 행위 진상 보고서 실제 내용과 다른데 국회도서관 링크이다. 여기서 친일반민족행위진상규명 보고서. 1-2 와 친일반민족행위진상규명 보고서. 3,1-3,4,를 검색을 할 수 있고 다운로드는 무료다.
보고서 3-4 482-486 쪽 부록에 등록된 조선인민회 회장은 141 명 이상인데 이중 보고서 238-247쪽 기준으로 (다른 경력이 아닌 조선인민회 회장 경력으로, 그 외 조선인민회장 출신들은 다른 경력으로 선정된 것이다. 이 인간들은 김동만, 김희영, 손정룡, 이갑녕, 임한룡으로 이거 추가해도 5명 추가다.) 친일반민족행위자 기준을 만족한자는 겨우 6명(이희덕, 김명여, 김여백, 장우근, 원용국, 박승병)이다. 회장의 단체의 대표 책임자인데 부록에 나온 141명 이상의 명단 중 겨우 6명이라는 극소수만이 기준을 통과하는 수준이다. 그리고 친일반민족행위진상규명 보고서에서는 조선인민회장은 전혀 밀정으로 분류되지도 않는다. 분류가 아예 다르다.
정작 위의 인터뷰에선 신운용 박사의 논문을 반박하는 내용은 전혀 찾을 수가 없다.
후의 나온 도서에서도 신운용 박사나 안중근의사기념사업회에게 자문한 내용은 언급이 존재하지 않았다.

## 관련 작품

### 영화
- 《도마 안중근》 (2004년, 배우 : 강현중)
- 《하얼빈》 (2024년, 배우 : 박정민)

### 뮤지컬
- 《영웅》 (2009년, 배우 : 문성혁)
- 《영웅》 (2010년, 배우 : 문성혁)
- 《영웅》 (2011년, 배우 : 문성혁)
- 《영웅》 (2012년, 배우 : 황만익)
- 《영웅》 (2014년, 배우 : 황만익)
- 《영웅》 (2015년, 배우 : 정의욱)
- 《영웅》 (2017년, 배우 : 정의욱)

## 같이 보기
- 우덕순의사기념사업회
- 안중근
- 조도선
- 하얼빈
- 하얼빈역
- 뤼순 감옥
- 이토 히로부미
- 대한국민당
- 이승만
- 김구
- 박희광
- 김예진
- 김석창

## 참고 자료
- 충북 독립운동가 열전-우덕순